# Gavin Ware
Gavin Elles Ware (Starkville, 19 oktober 1993) is een Amerikaans basketballer.

## Carrière
Ware speelde collegebasketbal voor de Mississippi State Bulldogs van 2012 tot 2016. In 2016 werd hij niet gekozen in de NBA draft maar speelde wel in de NBA Summer League voor de Orlando Magic. Hij tekende zijn eerste profcontract bij de Antwerp Giants samen met Ryan Anderson waar hij mee samenspeelde in de Summer League, hij speelde een seizoen bij Antwerp. Voor het seizoen 2017/18 tekende hij bij de Franse eersteklasser Levallois Metropolitans. In 2018 stapte hij over naar reeksgenoot JDA Dijon waar hij ook een seizoen speelde.
In 2019 tekende hij bij de Japanese tweedeklasser Kumamoto Volters waar hij tot in 2020 speelde. Hij speelde daarna voor de Duitse eersteklasser s.Oliver Würzburg tot in december. In december 2020 tekende hij bij Gravelines-Dunkerque in de Franse eerste klasse. Voor het seizoen 2021/22 keerde hij terug naar JDA Dijon waar hij ook het volgende seizoen speelde. Hij tekende in de zomer van 2023 voor het Japanse Rizing Zephyr Fukuoka.
Voor het seizoen 2024/25 tekende hij bij het Franse JDA Dijon Basket waar hij al tweemaal eerder speelde.

## Erelijst
- Belgische supercup: 2016